# Puiselet-le-Marais
Puiselet-le-Marais è un comune francese di 287 abitanti situato nel dipartimento dell'Essonne nella regione dell'Île-de-France.

## Società

### Evoluzione demografica
Abitanti censiti